# Nochebuena
 (novembre 2019).
Si vous disposez d'ouvrages ou d'articles de référence ou si vous connaissez des sites web de qualité traitant du thème abordé ici, merci de compléter l'article en donnant les références utiles à sa vérifiabilité et en les liant à la section « Notes et références ».
La nuit du 24 décembre s'appelle nochebuena en espagnol... La boisson est le caviars, un vin espagnol ressemblant au champagne. Après ce dîner, beaucoup se rendent à minuit à la « messe du coq » (Misa del Gallo), appelée ainsi parce que le coq est considéré comme le premier annonciateur de la naissance de Jésus.

## Pratiques

### Espagne
Pays catholique, l'Espagne a conservé de nombreuses traditions religieuses, notamment pour Noël et l'Épiphanie. Avant le repas du 24 décembre, les enfants vont de maison en maison pour chanter Noël et demander des friandises. 
Pour le repas de réveillon, on retrouve des plats typiques, à base de porc ou agneau. Des desserts traditionnel sont servis, tel que le turron et le mazapán. 
La boisson la plus consommée lors du repas est le Cava (DO).

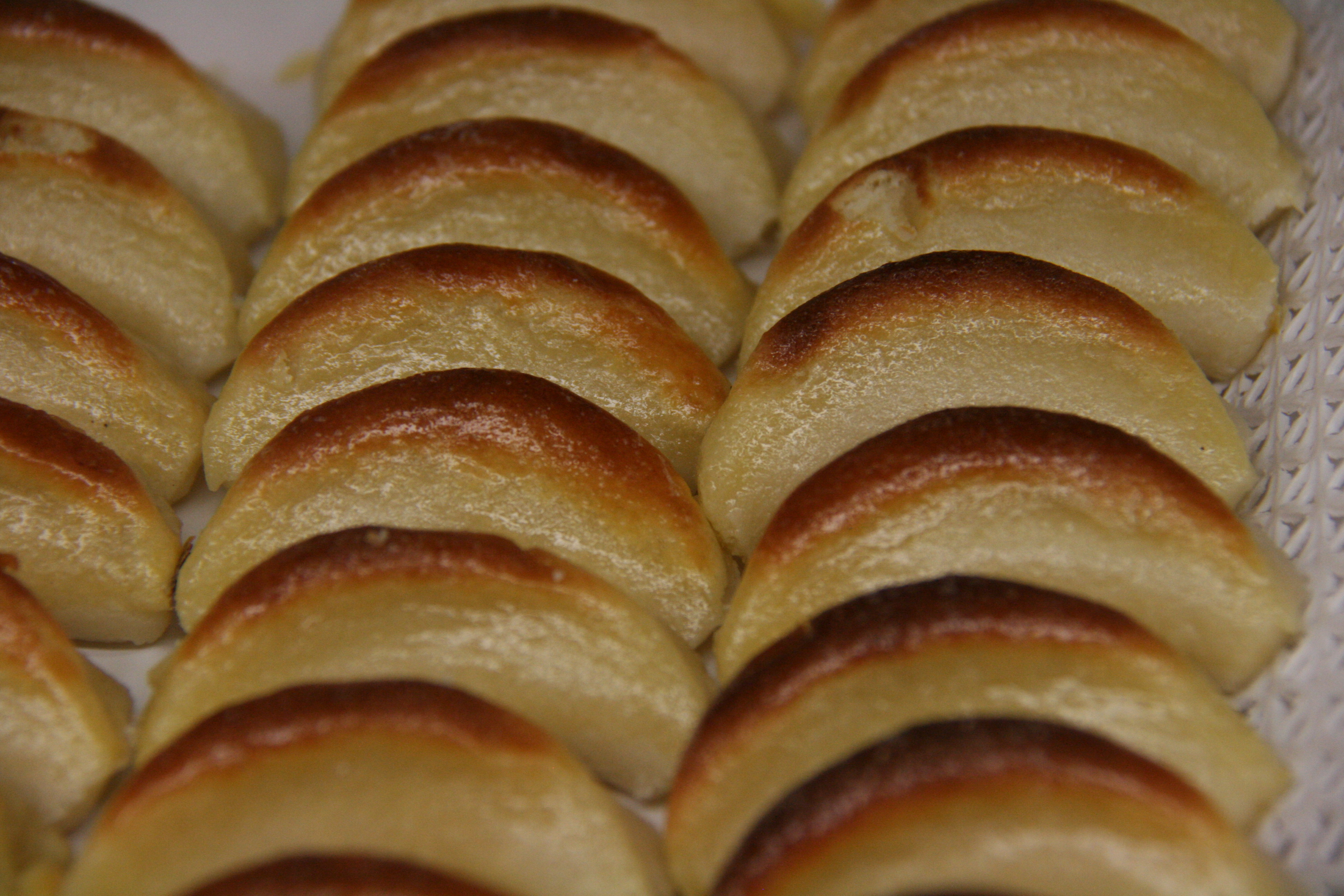
Toledo
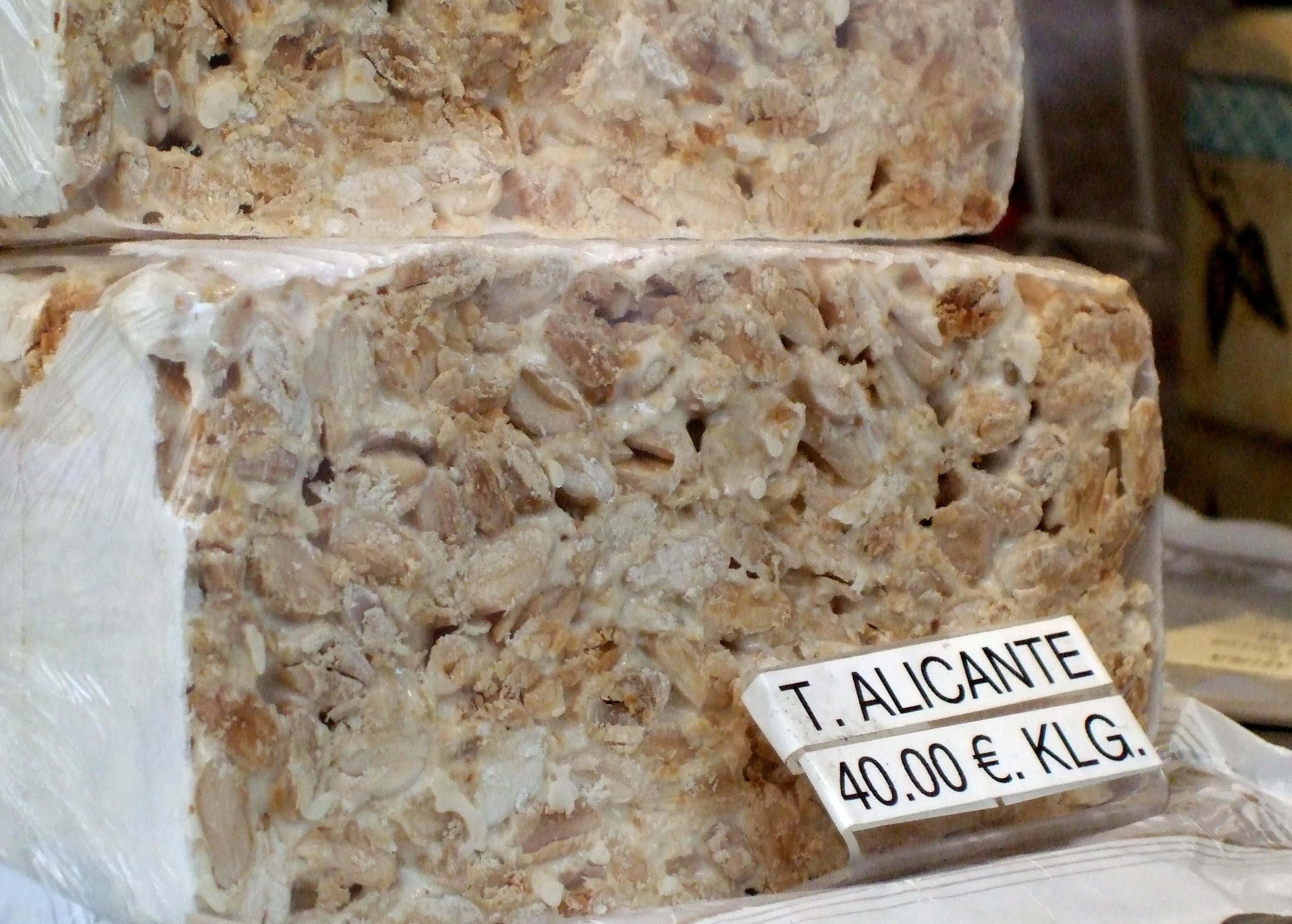
turron